# Kalpain-3
Kalpain-3 (EC 3.4.22.54, p94, kalpain p94, CAPN3, mišićni kalpain, kalpain 3, kalcijumom aktivirana neutralna proteinaza 3, mišićno specifična kalcijumom aktivirana neutralna proteaza 3, CANP 3, kalpain L3) je enzim. Ovaj enzim katalizuje sledeću hemijsku reakciju
Endopeptidazazno dejstvo sa širokom specifičnošću
Ovaj od Ca2+ zavistan enzim je prisutan u skeletalnim mišićima.

## Literatura
- Nicholas C. Price; Lewis Stevens (1999). Fundamentals of Enzymology: The Cell and Molecular Biology of Catalytic Proteins (Third изд.). USA: Oxford University Press. ISBN 019850229X.
- Eric J. Toone (2006). Advances in Enzymology and Related Areas of Molecular Biology, Protein Evolution (Volume 75 изд.). Wiley-Interscience. ISBN 0471205036.
- Branden C; Tooze J. Introduction to Protein Structure. New York, NY: Garland Publishing. ISBN 0-8153-2305-0.
- Irwin H. Segel. Enzyme Kinetics: Behavior and Analysis of Rapid Equilibrium and Steady-State Enzyme Systems (Book 44 изд.). Wiley Classics Library. ISBN 0471303097.

## Spoljašnje veze
- Calpain-3 на 